# Lucy MacLean
Lucy MacLean, è un personaggio immaginario protagonista della serie televisiva Fallout di Geneva Robertson-Dworet e Graham Wagner. È la figlia del soprintendente del Vault 33, situato in California.

## Biografia del personaggio

### Serie televisiva
Nata e cresciuta all'interno del Vault 33, Lucy vive una realtà controllata e protetta, lontana dalle pericolose minacce del mondo esterno. Lucy si offre volontaria per un matrimonio combinato con un abitante del Vault 32, ignara delle losche trame che si celano dietro l'unione. La sua ingenuità viene messa a dura prova quando il matrimonio si rivela una farsa orchestrata da predoni guidati da Lee Moldaver, che rapiscono suo padre Hank, il soprintendente del Vault. Determinata a salvarlo, Lucy sfida le regole rigide del Vault e si avventura da sola nella Zona Contaminata, un territorio ostile e desolato segnato dalle conseguenze di una guerra nucleare.

### Videogiochi
Lucy fa la sua prima apparizione ufficiale nel videogioco Fallout Shelter, come personaggio reclutabile nel proprio vault. Per reclutarla, i giocatori devono completare la missione "Un molo nel futuro". Una volta che la squadra ha raggiunto la destinazione, tutto ciò che i giocatori devono fare è esplorare l'edificio del molo. Questo è simile alla maggior parte delle missioni di Fallout Shelter , che implicano l'esplorazione di diversi edifici stanza per stanza, la sconfitta dei nemici e la raccolta del bottino. Lucy può essere trovata in una delle prime stanze dell'edificio del molo e, dopo un breve dialogo, accetta di tornare al Vault del giocatore.

## Caratterizzazione
Lucy MacLean è un personaggio centrale della serie televisiva Fallout, basata sul franchise videoludico omonimo. La sua figura si distingue per la sua evoluzione significativa nel corso della narrazione, passando da una ragazza ingenua e protetta a una donna forte e indipendente, forgiata dalle dure esperienze nella Zona Contaminata. Lucy possiede un fisico snello e agile e possiede una spiccata intelligenza. È in grado di risolvere problemi e superare ostacoli usando il suo intelletto e non si arrende facilmente di fronte alle difficoltà. All'inizio della serie, Lucy è una ragazza ingenua e protetta, cresciuta all'interno del Vault 33. Ignora le durezze del mondo esterno e si affida alle regole e alle direttive del Vault. Si preoccupa per il benessere degli altri abitanti, ed in generale anche con gli estranei ed eventuali nemici della Zona Contaminata. Una volta abbandonato il vault,  impara a sopravvivere da sola, a combattere per se stessa e a prendere decisioni difficili. Diventa più forte, indipendente e coraggiosa. Scopre anche la verità sulle origini della guerra e sul ruolo di Vault-Tec, il che la porta a mettere in discussione le sue precedenti convinzioni e a cercare la giustizia.

### Statistiche del personaggio
Dopo l'uscita della serie, Bethesda Softworks ha pubblicato i personaggi ufficiali dell'adattamento televisivo nel videogioco Fallout Shelter, rivelando le statistiche "Special" di Lucy.
- Forza: 4
- Percezione: 7
- Costituzione: 6
- Carisma: 5
- Intelligenza: 6
- Agilità: 5
- Fortuna: 7